# Juan Carlos Calderón
Juan Carlos Calderón López de Arróyabe (Santander, 7 de julio de 1936-Madrid, 26 de noviembre de 2012) fue un compositor, productor musical y arreglista español reconocido por haber sido el compositor y productor principal de Mocedades y Luis Miguel, entre muchos otros.

## Carrera

### Inicios
En 1960 entró a formar parte de un cuarteto de jazz en su Cantabria natal. Tres años más tarde se trasladó a Castellón, donde grabó su primer disco. En 1968 publicó Juan Carlos Calderón presenta a Juan Carlos Calderón con el que ganó el Premio Ondas. Tras este éxito se convirtió en arreglista para varias canciones de Nino Bravo, Joan Manuel Serrat y Luis Eduardo Aute.
Sus siguientes colaboraciones se centraron en Nino Bravo, para quien compuso uno de sus grandes éxitos, «Cartas amarillas», además de otros temas como «Vete», «Por qué», «Vuelve» y «Arena de otoño». Se encargó asimismo de realizar los arreglos musicales a melodías que alcanzarían gran éxito como «Libre» y «América, América». 
Entre 1969 y 1980, se convirtió en el productor de todos los discos del grupo Mocedades, así como compositor de muchos de sus temas en esa etapa. En 1973 les compuso «Eres tú», que quedó segunda clasificada en el Festival de la Canción de Eurovisión de 1973, una canción de la que se vendieron un millón de copias en Estados Unidos en español. Se considera uno de los mayores éxitos de la historia del festival, siendo votado en una gala especial en 2005 como el 11.º mejor tema de los casi mil que habían pasado en los 50 años de certamen hasta la fecha, habiendo sido versionado por decenas de cantantes. Compaginó su trabajo de compositor con su banda de jazz. Un año después compuso también para Mocedades otro de los más rotundos éxitos de la banda vasca, «Tómame o déjame», que posteriormente grabaron artistas tan variopintos como Los Panchos o Thalía.
En 1975 compuso de nuevo un tema para Eurovisión, «Tú volverás», interpretado por Sergio y Estíbaliz. Puso música a varias películas como Las adolescentes (1975), La miel (1979) y La familia, bien gracias (1979).
Con el grupo Trigo Limpio produjo sus dos primeros álbumes: Trigo Limpio (1977) y Desde nuestro rincón (1978), con canciones emblemáticas, como "Rómpeme, mátame", que alcanzó el tercer lugar en el Festival de la OTI de 1977, "Cinco canas más", "Ven a Jerusalén", "No se te notan los años"... y la más importante y una de las canciones preferidas por él mismo : "María Magdalena" que fue un gran éxito en España, Francia e Italia así como en América Latina.
A finales de la década de 1970 y principios de la de 1980, compuso varias piezas que se convirtieron en éxitos en la carrera del cantante mexicano más popular de la época, José José, con temas como «Buenos días, amor», «Ahora o nunca» y «Siempre te vas», entre otros. Ese mismo año quedó en segunda posición como compositor del Festival de la OTI con «Amor de medianoche» interpretada por Cecilia.  
En 1977 colaboró con el cantautor Camilo Sesto en el álbum Entre amigos, producción en que la mayoría de canciones, no eran de la autoría de Sesto. Y estas fueron «Vístete de blanco», «Celos» y «Perdona, perdona», cooperando en varios arreglos. En 1980 Camilo Sesto incluyó otra canción de Calderón, "Tres veces no" y "¿Que nos pasa esta mañana?", en el álbum Amaneciendo.

### Años 1980
En los años 1980 continúa su exitosa labor como productor, destacando los trabajos para Ángela Carrasco en el disco Con amor 1981 y el de Lani Hall en 1982 con éxitos como “Te quiero así” a dúo con José José y “Estaré enamorada”. 
En 1981 Calderón compone para la venezolana y ya exitosa Mirla Castellanos un tema titulado "Señor Juez", que se anexó para el Lp de ese año de La Primerísima con el sello Hispavox identificado con el número H-6053, tema que logró posicionarse entre los primeros lugares en Latinoamérica y que causó gran impacto en Puerto Rico, manteniendo el tema en los primeros lugares de popularidad por varios meses, trayendo grandes premios para la dupla Castellanos - Calderón, incluyendo Disco de Oro y de Platino por ventas obtenidas, ya que además del tema "Señor Juez", dicho Lp contenía temas éxitos de la artista como "Maldito Amor" y "Si No Estuvieras Tú". 
En Venezuela, Calderón alcanzó un alto nivel de popularidad en 1982, tras grabar Marlene ese año un álbum con temas de este compositor. El disco se ubicó con éxito en ese momento en las listas, y las palabras del compositor en aquel entonces fueron: «En esta producción está lo mejor de mí en los últimos años y Marlene lo ha sabido captar de forma espectacular». 
Se instaló en Estados Unidos, donde conoció al célebre trompetista, músico y productor californiano Herb Alpert, para quien compuso una serie de melodías que se editaron en el LP Fandango en el año 1982, entre ellas la canción que le da nombre al disco y «Route 101», que alcanzó el número uno en las listas de jazz de Estados Unidos, obteniendo además bastante éxito en Latinoamérica y Japón. Igualmente, Calderón colaboró en 1984 con la británica Sheena Easton en la coproducción del álbum Todo me recuerda a ti, incursión de Easton en la música cantada en español.
En 1984 produce, junto  a Herb Alpert, el álbum debut de María Conchita Alonso con temas tan destacados como: "Acaríciame", "Noche de copas" y "Eres tan real”. Al año siguiente repite con la artista para la producción del álbum: O ella o yo. Produce el disco Palabra de honor de Luis Miguel, en el que además colabora con un par de temas, siendo este el inicio de una larga relación con este intérprete mexicano.
En 1985 compuso una nueva canción para Eurovisión, «La fiesta terminó», que interpretó Paloma San Basilio en Gotemburgo. Colabora en la carrera de Paloma San Basilio produciendo dos discos consecutivos: La fiesta terminó (1985) y Vuela alto (1986). 
En 1986 es llamado para la Dirección Musical del disco Desnudo del cantante Emmanuel aportando varios temas entre ellos: “No te quites la ropa”. En 1986 colaboró en el lanzamiento del grupo cántabro Bohemia, que representó ese año a España en el Festival OTI. Cuatro años más tarde regresó al festival consagrándose como el compositor español con mayor número de participaciones en este concurso, para escribir «Nacida para amar» que Nina llevó al sexto lugar en Eurovisión 1989. Esta canción sería después, con nueva letra, versionada por Luis Miguel con el título «Amante del amor».

### Años 1990
Es reconocido también por su trabajo junto al cantante Luis Miguel produciendo cuatro discos consecutivos desde 1984 hasta 1990 en lo que fue una de las épocas de mayor éxito de este cantante. En esos cuatro larga duración se encuentran temas tan conocidos como: “Me gustas tal como eres”, “Sin hablar”, “La incondicional”, “Culpable o no”, “Fría como el viento”, “Entrégate” y “Tengo todo excepto a ti”. Posteriormente Juan Carlos trabajó como productor en: Segundo Romance en 1994, Amarte es un placer 1999 y Navidades 2006. Paralelamente mientras produce a Luis Miguel para Warner Music Group, Calderón escribe y produce álbumes de reconocimiento internacional para la cantautora mexicana Alejandra Ávalos, firmada bajo el mismo sello discográfico, incluyendo Amor Fascíname (1990) y Amor Sin Dueño (1991).
Durante los años 1990 se encargó de producir el exitoso álbum de Nino Bravo 50 aniversario, en el que gracias a la técnica el desaparecido artista sumó su voz con la de cantantes actuales. El éxito del disco generó otro disco más del mismo cantante, Duetos 2, además de otros álbumes de duetos protagonizados por la cantante Cecilia (Desde que tú te has ido) o el mexicano José Alfredo Jiménez, contando de nuevo con Calderón a cargo de la producción.
En 1992 produjo para Myriam Hernández el álbum Myriam Hernández III del que se desprenden 3 singles que ingresaron al Hot Latin Songs de la revista Billboard Un hombre Secreto, Se me fue y Si no fueras tú. 
Otros artistas latinoamericanos para los cuales ha trabajado como productor son los siguientes: Mijares: Encadenado 1993, Ricky Martin: Me Amarás 1993,  Chavela Vargas: Homenaje a José Alfredo Jiménez   1997, Alejandra Guzmán: Algo Natural 1999 y Edith Márquez: Quién te cantará 2003.
También compuso la canción "Esa niña" que interpreta Jerry Rivera de Puerto Rico.
Falleció el 25 de noviembre de 2012 en Madrid debido a una insuficiencia cardiaca.
Sus hermanos Ramón y Fernando también fueron dos reconocidos artistas en sus campos (escultura y pintura, respectivamente).

## Premios
Tiene en su haber 3 Billboards, 5 Grammys, 5 ASCAP, 2 Premios Ondas, 3 Premios de Música de SGAE y 2 Premios Amigo.

## Discografía

### Álbumes
| - Bloque 6 (Hispavox, 1968) - Juan Carlos Calderón Presenta a Juan Carlos Calderón (Polydor, 1968). - Calderón y su orquesta (Discos CBS, 1973). - Juan Carlos Calderón y su taller de música (Discos CBS, 1974). - Juan Carlos Calderón y su taller de música, volumen 2 (Discos CBS, 1975). - Juan Carlos Calderón y su taller de música, volumen 3 (Discos CBS, 1976). - Soleá (Discos CBS, 1978). - Disco (Discos CBS, 1979). - Riviera (WEA, 2003). |

### Sencillos
| - Eres Tú/canción de Abril (Discos CBS, 1973). - El moscardón/Mañanas de terciopelo (Discos CBS, 1973). - Bandolero/Melodía perdida (Discos CBS, 1974). - Dies Irae/Love After Love (Discos CBS, 1975). - Mafioso/Marilyn (Discos CBS, 1975). - Fiesta/California (Discos CBS, 1976). - A la carga/Fuga n.° 2 (Discos CBS, 1976). - Atentamente/Villa Asunción (Discos CBS, 1977). - Latin Lover/Love Me Wild (Discos CBS, 1979). - Sé (WEA, 2003). |

## Colaboraciones
Ha colaborado con otros cantantes como:
| - Amaral (España) - Liran Roll (México) - Ana Belén (España) - Los Brincos (España) - Ángela Carrasco (República Dominicana) - Nina (España) - David Bustamante (España) - Emmanuel (México) - Paloma San Basilio (España) - Cole Porter (Estados Unidos) - Camilo Sesto (España) - Lani Hall (Estados Unidos) - Nino Bravo (España) - Cecilia (España) - Chayanne (Puerto Rico) - Alberto Cortez (Argentina) - Noel Schajris (México) - Leonel García (México) - El Consorcio (España) - Rocío Dúrcal (España) - Myriam Hernández (Chile) - Hernaldo Zúñiga (Nicaragua) - José José (México) - Luis Miguel (México) - Pandora (México) - Mijares (México) - Cristian Castro (México) - Trigo Limpio (España) | - Estela Núñez (México) - Alejandra Ávalos (México) - Marcos Llunas (España) - Edith Márquez (México) - Simone (Brasil) - Massiel (España) - Ricky Martin (Puerto Rico) - Sin Bandera (México) - Boyz II Men (Estados Unidos) - Miguel Ríos (España) - Herb Alpert (Estados Unidos) - Sheena Easton (Escocia) - Mari Trini (España) - Mocedades (España) - Sergio y Estíbaliz (España) - María Conchita Alonso (Venezuela) - Marlene (Venezuela) - Noemí Puga (España) - Pablo Abraira (España) - Pablo Ruiz (Argentina) - Verónica Castro (México) - Joan Manuel Serrat (España) - Julio Iglesias (España) - Laura Branigan (Estados Unidos) - Natalie Cole (Estados Unidos) |